# Dendrocryphaea cuspidata
Dendrocryphaea cuspidata là một loài Rêu trong họ Cryphaeaceae. Loài này được (Sull.) Broth. miêu tả khoa học đầu tiên năm 1924.